# The Black Swan
The Black Swan — пятый и последний студийный альбом австралийской инди-рок-группы The Triffids из Перта. Он был выпущен в апреле 1989 года и занял 59-е место в австралийских чартах альбомов. Изначально альбом задумывался как двойной.
В записи к группе присоединился продюсер Стивен Стрит (Strangeways, Here We Come группы The Smiths и Viva Hate Моррисси). В альбоме The Black Swan использовалось большее разнообразие музыкальных инструментов, чем в предыдущих альбомах: бузуки, гуиро и аккордеон, а также более очевидное использование синтезаторов и программирования. Изначально альбом планировалось назвать «Disappointment Resort Complex», но затем название было переименовано в The Black Swan, которое, согласно интервью Стивена Филлипса (NME) Дэвиду Маккомбу в 1989 году, основано на одноимённой повести («The Black Swan», или «Die Betrogene: Erzählung») немецкого писателя Томаса Манна 1954 года.

## История
Выбранный сингл с альбома, «Goodbye Little Boy», был исполнен Джилл Бирт в вокале и «приукрашен» для обложки пластинки.
«Too Hot To Move» — одна из трёх песен Дэвида Маккомба, которые были использованы в сериале телеканала ABC «Sweet and Sour» (1984). Ведущую вокальную партию исполнила Дебора Конвей (группа Do-Ré-Mi). Маккомб выкупил права на «Too Hot To Move», чтобы группа The Triffids могла исполнить её снова.
Фотография на обложке была сделана в конюшнях позади дома The Cliffe, исторического дома в Пепперминт-Гроув, где выросли Дэвид и Роберт Маккомб.
Делюкс-версия альбома с бонус-диском из 17 демо-треков была выпущена в Австралии 7 июня 2008 года компанией Liberation Music.
Когда альбом был переиздан с дополнительными треками, Грэм Ли, известный по прозвищу «Зло», отметил, что «его часто считали стилистическим беспорядком, но мы думали, что это просто наш тип беспорядка. Что же такого плохого в беспорядке вообще? Я рискнул с этим альбомом по просьбе Дэйва. Он надеялся, что эта пластинка может стать двойным альбомом, когда её записывали — он знал, что она настолько разнообразна, что звучит непохоже ни на что другое, что кто-либо делал в то время, и он считал, что не стоит делать что-то наполовину».

## Отзывы
| Оценки критиков               | Оценки критиков |
| Источник                      | Оценка          |
| ----------------------------- | --------------- |
| AllMusic                      | [ 8 ]           |
| Encyclopedia of Popular Music | [ 9 ]           |
| The Great Rock Discography    | 7/10            |
| Gigwise                       | [ 11 ]          |
| The Guardian                  | [ 12 ]          |
| The Line of Best Fit          | 88%             |
| Ox-Fanzine                    | 9/10            |
| Q                             | [ 15 ]          |
| The Skinny                    | [ 16 ]          |

Альбом получил положительные отзывы музыкальной критики и интернет-изданий.
Q сказал: «Все 13 песен развиваются как вариации на одну тему. Маккомб обычно изображает одну из сторон разрушенных отношений, размышляющую о трезвых или нетрезвых истинах о жизненных заблуждениях в некомфортной изоляции. Музыкальное сопровождение неизменно ошеломляет».
AllMusic отметил: «В то время как предыдущие альбомы Triffids никогда не были однородными, на The Black Swan поразительно разрозненные стилистические элементы соседствуют, иногда в одной и той же песне, от оперы до фанка, джаза, рэпа и хип-хопа. Фронтмен Дэвид Маккомб увидел потенциал рэпа и хип-хопа, чтобы вдохнуть новую жизнь в всё более скучный, однообразный язык рока, и несколько композиций смешивают жанры скромно, но пророчески».
The Guardian написал: «„Black Swan“ задумывался как Белый альбом Triffids. Как это часто бывает с такими вещами, он таковым не стал — хотя лидер группы, покойный Дэвид Маккомб, безусловно, не испытывал недостатка в идеях о том, как можно сочетать акустическую и электронную музыку». вместе. (Слишком много идей, на самом деле: половину из этого можно было бы безболезненно отбросить).

## Список композиций
Все треки написаны Дэйвом МакКомбом, если не указано иное.
1. «Too Hot to Move» — 4:12
2. «American Sailors» — 0:41
3. «Falling Over You» (David McComb, Adam Peters) — 3:43
4. «Goodbye Little Boy» (David McComb, Adam Peters) — 3:28
5. «Bottle of Love» (David McComb, Phil Kakulas, James Patterson) — 2:54
6. «The Spinning Top Song» (David McComb, Adam Peters) — 3:36
7. «Butterflies into Worms» (David McComb, Phil Kakulas) — 3:20
8. «New Year’s Greetings» — 5:43
9. «Good Fortune Rose» (Jill Birt, Alsy MacDonald) — 3:33
10. «One Mechanic Town» — 3:11
11. «Blackeyed Susan» (David McComb, Phil Kakulas) — 4:02
12. «The Clown Prince» (David McComb, Phil Kakulas) — 4:37
13. «Fairytale Love» — 3:51

### Переиздание 2008 года
Disc 1:
1. Too Hot to Move, Too Hot to Think
2. American Sailors
3. Falling Over You
4. Goodbye Little Boy
5. Bottle of Love
6. Go Home Eddie
7. The Spinning Top Song
8. Butterflies into Worms
9. I Can’t Help Falling in Love
10. New Year’s Greetings
11. Good Fortune Rose
12. Shell of the Man
13. One Mechanic Town
14. Jack’s Hole
15. Black-Eyed Susan
16. You Minus Me
17. The Clown Prince
18. Fairytale Love
19. How Could I Help But Love You

Disc 2:
1. Too Hot to Move, Too Hot to Think (Demo)
2. American Sailors (Demo)
3. Why Don’t You Leave for Good This Time (Demo)
4. Bottle of Love (Demo)
5. The Spinning Top Song (Demo)
6. Butterflies into Worms (Demo)
7. New Year’s Greetings (The Country Widower) (Demo)
8. Good Fortune Rose (Demo)
9. One Mechanic Town (Demo)
10. Jack’s Hole (Demo)
11. Black-Eyed Susan (Demo)
12. You Minus Me (Demo)
13. The Clown Prince (Demo)
14. Fairytale Love (Demo)
15. (You’ve Got) A Funny Way of Showing You Love Me (Demo)
16. No More After You (Demo)
17. In the Dark (Demo)